# مونتكلير (كاليفورنيا)
مونتكلير (بالإنجليزية: Montclair )‏ هي إحدى مدن مقاطعة سان بيرناردينو، كاليفورنيا. تم إعطاءها لقب مدينة في 25 أبريل، 1956.

## التركيبة السكانية
حدّد مكتب تعداد الولايات المتحدة بيانات التركيبة السكانية لمونتكلير في تعداد الولايات المتحدة. في ما يلي، التركيبة السكانية حسب تعدادي 2000 و2010.

### تعداد عام 2000
بلغ عدد سكان مونتكلير 33,049 نسمة بحسب تعداد عام 2000، وبلغ عدد الأسر 8,800 أسرة وعدد العائلات 7,053 عائلة مقيمة في المدينة. في حين سجلت الكثافة السكانية 2,306.3 نسمة لكل كيلومتر مربع (5,973.3/ميل2). وبلغ عدد الوحدات السكنية 9,066 وحدة بمتوسط كثافة قدره 632.7 لكل كيلومتر مربع (1,638.7/ميل2).
وتوزع التركيب العرقي للمدينة بنسبة 44.77% من البيض و6.39% من الأمريكيين الأفارقة و0.97% من الأمريكيين الأصليين و8.13% من الأمريكيين ذوي الأصول الآسيوية و0.31% من سكان جزر المحيط الهادئ و34.62% من الأعراق الأخرى و4.81% من عرقين مختلطين أو أكثر و59.98% من الهسبانيون أو اللاتينيون من أي عرق.
بلغ عدد الأسر 8,800 أسرة كانت نسبة 54.8% منها لديها أطفال تحت سن الثامنة عشر تعيش معهم، وبلغت نسبة الأزواج القاطنين مع بعضهم البعض 56.3% من أصل المجموع الكلي للأسر، ونسبة 16.3% من الأسر كان لديها معيلات من الإناث دون وجود شريك،  بينما كانت نسبة 7.6% من الأسر لديها معيلون من الذكور دون وجود شريكة وكانت نسبة 19.9% من غير العائلات. تألفت نسبة 15% من أصل جميع الأسر من عدة أفراد يعيشون في نفس المنزل ونسبة 6.3% كانت تتألف من شخص يعيش بمفرده يبلغ من العمر 65 عاماً أو أكثر. وبلغ متوسط حجم الأسرة المعيشية 3.69، أما متوسط حجم العائلات فبلغ 4.04.
بلغ العمر الوسطي للسكان 29.0 عاماً. وكانت نسبة 33.1% من القاطنين تحت سن الثامنة عشر، وكانت نسبة 10.7% بين الثامنة عشر والرابعة والعشرين عاماً، ونسبة 30.1% كانت واقعةً في الفئة العمرية ما بين الخامسة والعشرين والرابعة والأربعين عاماً، ونسبة 17.2% كانت ما بين الخامسة والأربعين والرابعة والستين، ونسبة 7.1% كانت ضمن فئة الخامسة والستين عاماً فما فوق. يوجد لكل 100 أنثى 100.2 ذكر، ويوجد لكل 100 أنثى في الثامنة عشر من عمرها فما فوق 97.0 ذكر.
بلغ متوسط دخل الأسرة في المدينة 40,797 دولارًا، أما متوسط دخل العائلة فبلغ 42,815 دولارًا. وكان متوسط دخل الذكور 30,902 دولارًا مقابل 27,014 دولارًا للإناث. وسجل دخل الفرد الخاص بالمدينة 13,556 دولارًا. وكانت نسبة 14.2% من العائلات ونسبة 17.4% من السكان تحت خط الفقر، وكان من هؤلاء نسبة 23.2% تحت سن الثامنة عشر ونسبة 11.1% في الخامسة والستين من العمر وما فوق.

### تعداد عام 2010
بلغ عدد سكان مونتكلير 36,664 نسمة بحسب تعداد عام 2010، وبلغ عدد الأسر 9,523 أسرة وعدد العائلات 7,776 عائلة مقيمة في المدينة. في حين سجلت الكثافة السكانية 2,558.5 نسمة لكل كيلومتر مربع (6,626.5/ميل2). وبلغ عدد الوحدات السكنية 9,911 وحدة بمتوسط كثافة قدره 691.6 لكل كيلومتر مربع (1,791.2/ميل2).
وتوزع التركيب العرقي للمدينة بنسبة 52.74% من البيض و5.20% من الأمريكيين الأفارقة و1.18% من الأمريكيين الأصليين و9.34% من الأمريكيين ذوي الأصول الآسيوية و0.20% من سكان جزر المحيط الهادئ و26.95% من الأعراق الأخرى و4.37% من عرقين مختلطين أو أكثر و70.22% من الهسبانيون أو اللاتينيون من أي عرق.
بلغ عدد الأسر 9,523 أسرة كانت نسبة 52% منها لديها أطفال تحت سن الثامنة عشر تعيش معهم، وبلغت نسبة الأزواج القاطنين مع بعضهم البعض 53.5% من أصل المجموع الكلي للأسر، ونسبة 18.7% من الأسر كان لديها معيلات من الإناث دون وجود شريك،  بينما كانت نسبة 9.5% من الأسر لديها معيلون من الذكور دون وجود شريكة وكانت نسبة 18.3% من غير العائلات. تألفت نسبة 13% من أصل جميع الأسر من عدة أفراد يعيشون في نفس المنزل ونسبة 5.5% كانت تتألف من شخص يعيش بمفرده يبلغ من العمر 65 عاماً أو أكثر. وبلغ متوسط حجم الأسرة المعيشية 3.81، أما متوسط حجم العائلات فبلغ 4.09.
بلغ العمر الوسطي للسكان 30.7 عاماً. وكانت نسبة 29.3% من القاطنين تحت سن الثامنة عشر، وكانت نسبة 11.7% بين الثامنة عشر والرابعة والعشرين عاماً، ونسبة 29.2% كانت واقعةً في الفئة العمرية ما بين الخامسة والعشرين والرابعة والأربعين عاماً، ونسبة 21.4% كانت ما بين الخامسة والأربعين والرابعة والستين، ونسبة 8.4% كانت ضمن فئة الخامسة والستين عاماً فما فوق. وتوزع التركيب الجنسي للسكان بنسبة 49.8% ذكور و50.2% إناث.

## أعلام
- نيك ريماندو
- تشارلز روبرتس
- روبرت ترينت جونز جونيور
- داني كاليف
- برايان ستوكس
- دونالد بيلي